# متحف خون كاين الوطني

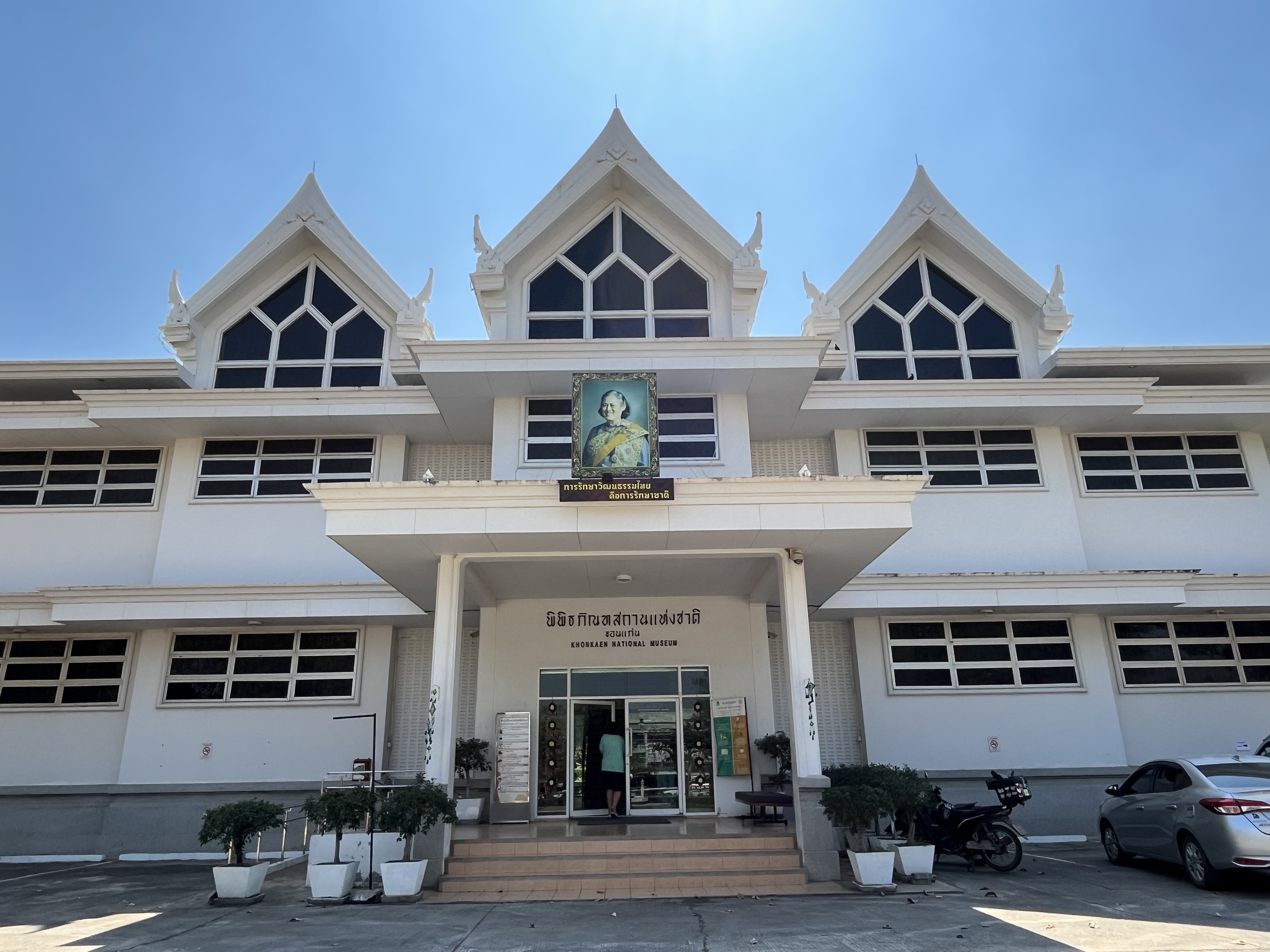
صورة لمتحف خون كاين الوطني

متحف خون كاين الوطني (بالإنجليزية: Khon Kaen National Museum) افتتح المتحف من قبل الملك بوميبول أدولياديج في 20 ديسمبر 1972م. معظم المعروضات معنية بالتاريخ والفن وعلم الآثار. إلى جانب المجموعة الدائمة للمتحف، يتم إقامة معارض مؤقتة على مدار العام.

## المجموعات
تشمل المعروضات في المتحف على:
- الجغرافيا والجيولوجيا في فترة ما قبل التاريخ.
- المستوطنات والأواني وطقوس الدفن والنتائج الأثرية الرئيسية.
- المدن والمجتمعات القديمة.
- فترة التاريخ المسجل.
- ثقافة دفارافاتي.
- علامات الحدود باي سما، والدين والمعتقدات، والأزياء، والنصوص، والهندسة المعمارية، وأقراص نذري، والأشياء الأثرية المأخوذة من موقع الحفر موانغ فا دايت سونغ يانغ، ومن مقاطعة كامالاسيا ومقاطعة كالاسين.
- ثقافة الخمير.
- المدن والمجتمعات القديمة، والدين والمعتقدات، والسيراميك، والثقافة التايلاندية لاو.
- تطور الفن في تايلاند موانج خون كاين.
- آثار الماضي، وتاريخ المدينة، وطريقة الحياة، والثقافة الشعبية.

## المقتنيات
جمع متحف خون كاين الوطني مجموعته من المواقع الأثرية في شمال وشرق تايلاند (على وجه الخصوص المكتشفات من بان تشيانغ في مقاطعة أودون ثاني، والتي منحته اليونسكو كموقع تراثي). المتحف بحجمه لديه نطاق واسع وكبير. بالإضافة لإيسان (أو شمال شرق تايلاند) التي كانت في السابق موطنًا لحضارات بان تشيانغ ودارافاتي ولوبوري والخمير. لعب خون كاين دورًا مهمًا في تاريخ المنطقة. يعرض المتحف مجموعة من العناصر المعمارية، بما في ذلك الألواح الرخامية (أو سما)، والنقوش البارزة القديمة والجص والأدوات القديمة. من بين المعروضات الأخرى حفريات الديناصورات وبقايا الهيكل العظمي البشري والآلات الموسيقية القديمة والفخار وصور بوذا.